# Medgalaktična zvezda
Medgalaktična zvezda ali tudi klateška zvezda (angleško rogue star) je zvezda, ki gravitacijsko ni vezana na katero izmed galaksij. Njihov obstoj je bil v poznih 1990-ih v znanstveni srenji predmet razprav, v splošnem pa velja, da so produkt trkov galaksij. Leta 1997 so z odkritjem takšnih vrst zvezd ovrgli splošno prepričanje, da zvezde obstajajo le znotraj galaksij. Najprej so jih odkrili v jati v Devici, kjer jih je verjetno približno bilijon ({\displaystyle 10^{12}\,}). Slučajno odkritje planetne meglice v Devici, ki je daleč stran od katere galaksije, je leta 1996 ponudilo še dodatni dokaz, da takšna medgalaktična telesa res obstajajo.
Čeprav način kako te zvezde nastanejo še vedno ni znan, je prevladujoča teorija, da lahko trk dveh ali več galaksij izvrže zvezde v prostrana prazna območja medgalaktičnega prostora.
Po drugi teoriji naj bi zvezde iz njihovih galaksij izvrgle supermasivne črne luknje.
Leta 1997 so z Hubblovim vesoljskim daljnogledom odkrili več medgalaktičnih zvezd v jati Device. Kasneje so odkrili drugo skupino medgalaktičnih zvezd v jati v Peči.
Čeprav točna masa teh zvezd ni znana, jo ocenjujejo na 10 % mase jate v Devici. To pomeni, da je njihova masa večja od mase katerekoli od 2500 galaksij v tej jati.
Medgalaktične zvezde v jati v Devici tvorijo masivno skupino približno 300.000 svetlobnih let stran od najbližje galaksije, kar je enako premeru treh naših Galaksij.